# Неспелем-Ком'юніті (Вашингтон)
Неспелем-Ком'юніті (англ. Nespelem Community) — переписна місцевість (CDP) в США, в окрузі Оканоган штату Вашингтон. Населення — 253 особи (2010).

## Географія
Неспелем-Ком'юніті розташований за координатами 48°9′54″ пн. ш. 119°3′5″ зх. д. / 48.16500° пн. ш. 119.05139° зх. д. (48.165055, -119.051363).  За даними Бюро перепису населення США в 2010 році переписна місцевість мала площу 60,89 км², з яких 60,84 км² — суходіл та 0,05 км² — водойми.

## Демографія
Згідно з переписом 2010 року, у переписній місцевості мешкали 253 особи в 79 домогосподарствах у складі 56 родин. Густота населення становила 4 особи/км².  Було 94 помешкання (2/км²).
Расовий склад населення:
| - 93,7 % — корінних американців - 4,7 % — білих |

До двох чи більше рас належало 1,6 %. Частка іспаномовних становила 1,2 % від усіх жителів.
За віковим діапазоном населення розподілялося таким чином: 27,3 % — особи молодші 18 років, 60,8 % — особи у віці 18—64 років, 11,9 % — особи у віці 65 років та старші. Медіана віку мешканця становила 34,5 року. На 100 осіб жіночої статі у переписній місцевості припадало 114,4 чоловіків;  на 100 жінок у віці від 18 років та старших — 119,0 чоловіків також старших 18 років.
За межею бідності перебувало 21,9 % осіб, у тому числі 14,6 % дітей у віці до 18 років та 13,3 % осіб у віці 65 років та старших.
Цивільне працевлаштоване населення становило 92 особи. Основні галузі зайнятості: публічна адміністрація — 45,7 %, освіта, охорона здоров'я та соціальна допомога — 17,4 %, роздрібна торгівля — 12,0 %, будівництво — 8,7 %.